# Borecki Dwór
Borecki Dwór (deutsch Borkenhof) ist ein kleiner Ort in der polnischen Woiwodschaft Ermland-Masuren, der zur Gmina Ełk (Landgemeinde Lyck) im Powiat Ełcki (Kreis Lyck) gehört.

## Geographische Lage
Borecki Dwór liegt im südlichen Osten der Woiwodschaft Ermland-Masuren, zwölf Kilometer südlich der Kreisstadt Ełk (Lyck).

## Geschichte
Die einst Borkenhof genannte Ortschaft entstand aus dem Abbau Wrobel und wurde am 4. Mai 1914 als Wohnplatz in der Landgemeinde Borken (polnisch Borki) gegründet. Gebildet wurde die Ortschaft im Grunde nur aus einem großen Hof. Sie lag im Kreis Lyck im Regierungsbezirk Gumbinnen (ab 1905 Regierungsbezirk Allenstein) in der preußischen Provinz Ostpreußen.
In Kriegsfolge kam Borkenhof 1945 mit dem gesamten südlichen Ostpreußen zu Polen und erhielt die polnische Namensform Borecki Dwór. Heute ist der Ort dem Schulzenamt (polnisch Sołectwo) Borki (Borken) zugeordnet und gehört somit zum Verbund der Gmina Ełk im Powiat Ełcki, bis 1998 der Woiwodschaft Suwałki, seitdem der Woiwodschaft Ermland-Masuren zugehörig.

## Religionen
Bis 1945 war Borkenhof in die evangelische Kirche Ostrokollen (1938–1945 Scharfenrade, polnisch Ostrykół) in der Kirchenprovinz Ostpreußen der Evangelischen Kirche der Altpreußischen Union und in die römisch-katholische Kirche St. Adalbert in Lyck im Bistum Ermland eingepfarrt. 
Heute gehört Borecki Dwór katholischerseits zur Pfarrei Nowa Wieś Ełcka (Neuendorf) mit der Filialkirche in Bobry (Bobern) im Bistum Ełk der Römisch-katholischen Kirche in Polen. Die evangelischen Einwohner halten sich zur Kirchengemeinde in Ełk, einer Filialgemeinde der Pfarrei in Pisz (deutsch Johannisburg) in der Diözese Masuren der Evangelisch-Augsburgischen Kirche in Polen.

## Verkehr
Borecki Dwór ist von Borki (Borken) aus über eine Nebenstraße zu erreichen, die bis nach Niekrasy (Niekrassen, 1938–1945 Krassau) führt. Eine Bahnanbindung besteht nicht.